# 초성초등학교
초성초등학교는 대한민국 경기도 연천군에 있는 공립 초등학교이다.

## 학교 연혁
- 1957. 04. 06 삼정국민학교 초성분교장 설립
- 1959. 11. 25 초성국민학교로 독립인가
- 1961. 03. 14 제1회 졸업식 거행
- 1983. 02. 15 연천군으로 행정구역 편입
- 1983. 03. 16 병설유치원 개원
- 1994. 12. 19 공동조리학교 급식실 준공
- 1996. 03. 01 초성초등학교로 개명
- 2010. 09. 16 초성어울림터(체육관) 개관
- 2014. 02. 14 제54회 졸업 9명(총 2937명)
- 2014. 03. 01 제20대 정규창 교장선생님 취임
- 2014. 03. 01 초등학교 6학급 편성(특수1, 유치원1학급)